# Гіперчутливість негайного типу
Гіперчутливість негайного типу (ГНТ) — стан імунної системи, за якого відповідь на потрапляння в організм алергену є надмірною, і опосередкована участю імуноглобуліну Е. Є синдромом деяких хвороб.
ГНТ розвивається в тому випадку, якщо антитіла направлені проти в нормі не шкідливих антигенів зовнішнього середовища, таких як квітковий пил, лупа тварин тощо. Виділені в результаті імунної реакції біологічно активні речовини (медіатори) спричинюють гострі запальні процеси. Важливою ознакою для ГНТ є велика швидкість їхнього розвитку та високий ступінь ураження.
ГНТ — це патологія імунної системи, яка проявляється лише за наявності певного алергену. Тобто якщо цей алерген не зустрічається в оточуючому людині середовищі вона може все життя прожити і не знати, що в неї може розвинутися ГНТ. У випадку потрапляння такого алергену в організм починається ГНТ.
Кількість ГНТ рівна кількості алергенів, що їх продукує. Найпоширенішими станами, при яких діють такі алергени, є поліноз, алергічний риніт, бронхіальна астма і атопічний дерматит. При ГНТ уражається організм у цілому (анафілактичний шок) чи окремі органи: органи дихання (нежить, кон'юнктивіт, бронхіт), шкіра (дерматити) тощо.

## Історія досліджень. Гіперчутливість чи алергія?
У 1906 роцірійський педіатр Клеменс фон Пірке описав захворювання, що характеризувалось підвищеною чутливістю організму до певних речовин, і назвав його «алергією».
Дослідники Прауснітц і Кюстнер визначилиханізм алергічної реакції. Вони припустили, що в сироватці крові хворих міститься реагент, що відіграє ключову роль при повторному введенні. Через 45 років дослідник Ішізака із співробітниками виділили цей реагент і продемонстрували, що він являє собою імуноглобулін нового класу E.
Пізніше було встановлено, що підвищеною чутливістю володіє не організм у цілому, а його імунна система. Тому термін «алергія» вже не був актуальним. Широко почали застосовувати термін «гіперчутливість», під яким розуміють надмірний чи невідповідний прояв реакції набутого імунітету. Після того як Кумбсон та Джелл дослідили і класифікували гіперчутливість було помічено схожість між алергією і ГНТ.
Між ГНТ і атопією також існує певна схожість і відмінність. Термін «атопія» вперше використали Кока і Кук в 1923 році для описання клінічного проявлення ГНТ, включаючи астму, екзему, сінну лихоманку, кропивницю та харчову алергію, і використовувався для позначення ряду алергічних захворювань, в розвитку яких значну роль займає спадкова схильність до сенсибілізації.
На даний час алергія є синонімом ГНТ. Існують інші варіанти терміну: «Гіперчутливість першого типу» (згідно з класифікацією Кумбсона і Джелли), «Алергічна реакція негайного типу».

## Компоненти імунної системи, що беруть участь в реакції ГНТ
Компоненти імунної системи, що беруть участь в реакції ГНТ є:
- антигенпрезентуючі клітини (макрофаги, дендритні клітини, В-клітини),
- Т-хелпери-2,
- В-клітини,
- медіаторосинтезуючі клітини (тучні клітини, базофіли),
- плазматичні клітини,
- цитокіни,
- антитіла,
- медіатори.

Антигенпрезентуючі клітини — це такий тип спеціалізованих клітин, що здатні поглинати антигени і представляти їх у фрагментованій формі на своїй поверхні для презентація (представлення) іншим клітинам імунної системи, тобто надання антигену імуностимулюючих властивостей. До цих клітин належать макрофаги, дендритні клітини, В-клітини. Вони локалізовані переважно в шкірі, лімфатичних вузлах, селезінці, епітеліальному та субепіталіальному шарах більшості слизових оболонок і в тимусі.
Т-хелпери-2, В-клітини — це види лімфоцитів — однієї з двох великих груп імунної системи. Щоденно в первинних (центральних) лімфатичних органах — тимусі і постнатальному кістковому мозку — утворюється значна кількість лімфоцитів. Частина їх мігрує із крові у вторинні лімфатичні тканини — селезінку, лімфатичні вузли і лімфатичні утворення слизових оболонок. В організмі людини міститься приблизно 1012 лімфоцитів. Багато зрілих лімфатичних клітин відносяться до довгожителів і можуть довгі роки існувати як клітини пам'яті.
Медіаторосинтезуючі клітини — це клітини, що в процесі реакції ГНТ виділяють медіатори запалення. До них належать клітини, що містять на своїй поверхні рецептори до антитіл (тучні клітини, базофіли).
Плазматичні клітини, цитокіни, антитіла та медіатори — це компоненти імунної системи, що утворюються під час реакції ГНТ (В-клітин перетворюються на плазматичні клітини, плазматичні клітини виділяють антитіла, Т-хелпери-2 виділяють цитокіни, медіатори виділяються тучними клітинами та базофілами).

## Фактори формування ГНТ
В основі формування підвищеної чутливості до тих чи інших речовин лежить велика кількість факторів. Основні з яких:
- спадкова схильність;
- кількість і природа алергенів;
- клімато-географічні умови;
- екологічний стан;
- хімізація побуду, промисловості, сільського господарства;
- лікарські засоби;
- великі масштаби імунопрофілактики;
- підвищене споживання тваринного білка.

Одним із важливих факторів ризику вважається спадкова схильність. Давно було відмічено, що при наявності атопічних захворювань (клінічний прояв ГНТ) у обох батьків симптоми атопії виникають у 50 % дітей. У тому випадку, якщо хворобу має хтось один із батьків, то частота появи захворювання у дітей знижується до 30 %. Підвищена чутливість у нащадків може виникати як до тих же алергенів, що й в батьків, так і до інших. Тому слід говорити, що успадковується не сема конкретне захворювання, а лише схильність до нього.
Не зважаючи на те, що точка зору про існування генетичної схильності до атопії загально прийняти, конкретні механізми цієї схильності лишаються невідомими. В наш час з впевненістю можна вважати, що сімейна схильність до атопії пов'язана із полігенним успадковуванням, яке залежить від взаємодії деяких генів у різних локусах.
Відомо, що існують різні гени, які забезпечують здатність імунної системи розвивати первинну імунну відповідь з виробленням імуноглобуліну Е (антитіла) на конкретний алерген і здатність імунної системи створювати високий рівень специфічності антитіл.
Крім генетичної схильності, важливим фактором є також фактори навколишнього середовища.

## Механізм виникнення ГНТ
На даний час достовірно не відомо які зміни повинні відбутись у імунній системі, щоб виникла ГНТ. Проте дослідження в цьому напрямі показали, що схильність людини до ГНТ можна розглянути зі сторони вмісту спеціальних Т-супресорів (Т-хелперів-1), відповідальних за підвищення чутливості системи по відношенню до тих або інших агентів.
Нормальний рівень лімфоцитів-супресорів пригнічує реакцію імунної системи по відношенню до антигенів або хімічним подразникам, які існують в організмі або поступають з навколишнього середовища. Цей механізм гальмування чутливості створює умови для ефективного використання ресурсів організму як в нормальних умовах життя, так і при агресії антигенів. Якщо рівень T-супресорів понижений то організм набуває підвищеної чутливості до подразників тієї або іншій природи.
Вплив Т-супресорів відбувається через виділення ними цитокінів і спрямований на пригнічення активності Т-хелперів-2.

## Фази реакції ГНТ
На даний час достатньо повно вивчений механізм реакції ГНТ. Вона протікає в три фази:
1. Імунологічна фаза, в якій алергени з'єднуються з імуноглобулінами Е, які фіксовані на базофілах і тучних клітинах, змінюючи властивості клітинних мембран.
2. Патохімічна або біохімічна фаза. Дегрануляція тучних клітин і базофілів з виділенням великої кількості медіаторів.
3. Патофізіологічна фаза (дія медіаторів на органи і тканини).

В імунологічній фазі при потраплянні алергену в шкіру чи в слизову оболонку вони захоплюються антигенпрезентуючими клітинами, розщеплюються і представляють на своїй поверхні для Т-хелперів-2. Т-хелпер-2 після контакту із антигенпрезентуючими клітинами, на поверхні яких є фрагменти, алергени починають виділяти цитокіни, які стимулюють ділення В-клітин, індукують їхню диференціацію в плазматичні клітини з наступним синтезуванням антитіл — імуноглобуліну Е.
Синтезовані антитіла зв'язуються із спеціальними рецепторами медіаторосинтезуючих клітин (тучних клітин чи базофілів) і вони стають сенсибілізованими.
На поверхні медіаторосинтезуючих клітин можуть розміщуватись антитіла проти різних алергенів. Тучні клітини людини із ГНТ несуть на 30 % більше антитіл ніж у здорової людини. Однак здатність клітин до активації не залежить від кількості зв'язаних з їхньою поверхнею молекул імуноглобуліну Е.
Після зв'язування алергенів із сенсибілізованими клітинами відбувається їхня активація, тобто починається синтез і виділення медіаторів (патохімічна фаза).

## Стадії реакції ГНТ
Реакція ГНТ закінчується виділенням медіаторів лише при повторному потраплянні того ж антигену. Тому виходячи з цього імунну відповідь на алерген можна поділити на такі стадії:
1. Сенсибілізація.
2. Дозвіл.
3. Десенсибілізація.

Перша стадія — сенсибілізація до алергену — перехід від нормальної реактивності до підвищеної. Вона триває від моменту первинного потрапляння алергену в організм до формування імунної відповіді на цей алерген. Сенсибілізація формується до 2-ох тижнів, але сформувавшись може зберігатись місяцями, роками, і навіть все життя. Сенсибілізація буває активною, коли сам організм виробляє механізми реакції, і пасивний, формується при переливанні крові від людей із сенсибілізованістю до людей без неї.

Формування, тривалість зберігання залежать від шляху проникнення алергену, дози, природи алергену, тривалості впливу, від стару імунної реактивності.

Наступна стадія — дозвіл. Вона виникає при повторному потраплянні алергену чи на той же алерген, який зберігся в організмі більше двох тижнів. Ця стадія проявляється швидко і триває від кількох секунд до 6-и годин.

Заключна стадія — десенсибілізація — характеризує повернення до нормального стану (реактивності). Вона може проходити спонтанно і наступати сама по собі після усунення дії алергену чи штучно, після курсу введення алергенів у мікродозах.

## Лікування
Оскільки невідомі істинні причини виникнення ГНТ, то немає єдиного ефективного методу її кування.

Як основні методи лікування алергічних захворювань можна виділити такі, як:
- елімінаційна терапія,
- специфічна імунотерапія,
- фармакотерапія (використання ліків).

Елімінаційна терапія. Її метою є вилучення алергенів із оточення хворого. Метод порівняно простий при умові, що алерген, який вилучають, не поширений. В даному випадку ГНТ не зникає і при контакті знову розвивається.
Фармакотерапія передбачає використання препаратів, гальмуючих розвиток реакцій ГНТ. Їхня мета: пригнічувати синтез (наприклад, пригнічення вивільнення медіаторів) чи активність елементів реакції ГНТ (антигістамінні препарати пригнічують активність гістаміну), усувати наслідки дії медіаторів (бронходилятори розширяють стінки бронхів для полегшення дихання при бронхіальній астмі). Препарати містять речовини, що послаблюють симптоми алергії, але не здатні усунути саму хворобу.
Для боротьби із розвитком реакції ГНТ існує багато ліків. Одні використовуються для будь-яких форма ГНТ, інші — для окремих.
Алергенспецифічна імунотерапія полягає у введенні хворим лікувальних алергенів (алерговакцин) в поступово зростаючих дозах. Таким чином вдається досягти зниження чутливості до дій алергену. Через можливі побічні ефекти використання методу можливе тільки лікарями алергологами-імунологами в спеціалізованих установах (алергологічних кабінетах і стаціонарах). Лікування триває 3-5 років. Ймовірність видужання залежить від виду алергічного захворювання.
Досі не існує методу лікування, який повністю виліковував би від алергічне захворювання. Сучасні методи лікування здатні зауважити лише зовнішні прояви хвороби, не проникаючи в суть механізму її породження. Це зумовлено відсутністю систематизованих знань про механізм реакції ГНТ.